# Condado de Hervías
El condado de Hervías es un título nobiliario español creado por el rey Felipe IV el 26 de mayo de 1651 en favor de Francisco Manso de Zúñiga y Solá, con el vizcondado previo de Negueruela.
Su denominación hace referencia al municipio de Hervías en La Rioja.

## Condes de Hervías
|                                     | Titular                                       | Periodo                             |
| Creado en 1651 por el rey Felipe IV | Creado en 1651 por el rey Felipe IV           | Creado en 1651 por el rey Felipe IV |
| ----------------------------------- | --------------------------------------------- | ----------------------------------- |
| I                                   | Francisco Manso de Zúñiga y Solá              | 1651-1656                           |
| II                                  | Juan Manso de Zúñiga y Salcedo                | 1656-¿?                             |
| III                                 | Francisco José Manso de Zúñiga y Melo         | ¿?-1716                             |
| IV                                  | Iñigo Isidro Manso de Zúñiga y Arista         | 1716-1766                           |
| V                                   | Miguel Damián Manso de Zúñiga y Villarreal    | 1766-1780                           |
| VI                                  | Domingo Salustiano Manso de Zúñiga y Aréizaga | 1780-1885                           |
| VII                                 | Nicanor Manso de Zúñiga y Ezpeleta            | 1885-1887                           |
| VIII                                | Trinidad Pedro Manso de Zúñiga y Enrile       | 1887-1916                           |
| IX                                  | José Luis Manso de Zúñiga y Lapazaran         | 1916-1960                           |
| X                                   | Íñigo Manso de Zúñiga y Guirior               | 1960-2001                           |
| XI                                  | Íñigo Domingo Manso de Zúñiga y Ugartechea    | 2001-2025                           |

## Historia de los Condes de Hervías
- Francisco Manso de Zúñiga y Solá (Canillas de Río Tuerto, 1587-Burgos, 27 de diciembre de 1656[2]), I conde de Hervías. Hijo de Juan Manso de Zúñiga «el Mozo»  y de Magdalena de Solá,[3] del linaje vasco-francés Soule, originarios de Mauléon-Licharre que se trasladó a España cuando esa región fue incorporada a Francia.[4] Sacerdote, colegial del Colegio Mayor de Santa Cruz de Valladolid, arzobispo de México, obispo de Cartagena, arzobispo de Burgos, oidor de la Real Chancillería de Granada y miembro del Consejo de Indias. El rey Felipe IV le concedió la merced «Para vuestra persona y para el sobrino que nombraredes».[5]

Le sucedió su sobrino:

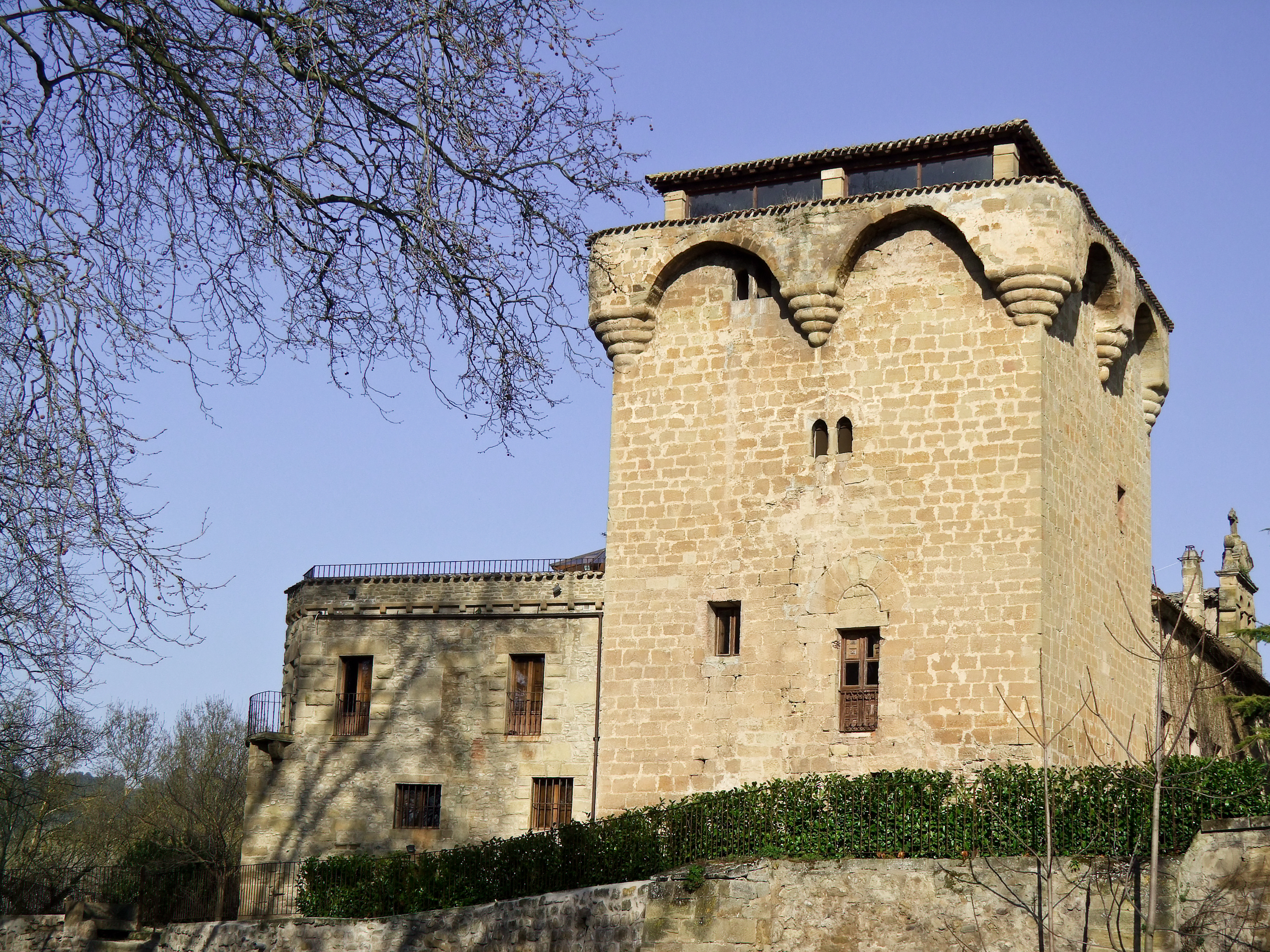
Torre Fuerte en Torremontalbo, residencia de los condes de Hervías

- Juan Manso de Zúñiga y Salcedo, II conde de Hervías, sobrino del arzobispo que había fundado mayorazgo a su favor,[6] hijo de su hermano Juan Manso de Zúñiga, señor de Canillas de Río Tuerto, Cañas y San  Torcuato,  y de Antonia Ambrosia de Salcedo y Vallejo, natural de Pozalmuro.[7]

Se casó en primeras nupcias con Antonia Melo Vasconcelos, de noble familia portuguesa. Contrajo un segundo matrimonio el 8 de febrero de 1670, en Madrid, con Alfonsa de Vallecilla y Velasco (n. Portugalete, 1621), I marquesa de Villarreal de Burriel, viuda del almirante Francisco Díaz-Pimienta y Mendizabal.  Le sucedió su hijo del primer matrimonio:
- Francisco José Manso de Zúñiga y Melo (Madrid, 26 de octubre de 1656-Cidamón, 5 de septiembre de 1716), III conde de Hervías, señor de Cañas, Canillas de Río Tuerto y de San Torcuato.

Se casó en Corzana, La Rioja, el 10 de febrero de 1681 con María Magdalena de Arista Echauz, señora de Cidamón, Montalvo, Las Cuestas, Azofra, Saúco y Ribavellosa.  Le sucedió su hijo:
- Íñigo Isidro Manso de Zúñiga y Arista (Santo Domingo de la Calzada, 18 de mayo de 1685-Cidamón,4 de septiembre de 1766), IV conde de Hervías.

Se casó en Lequeitio el 9 de noviembre de 1727 con Ana María de Villarreal Bengochea (Lequeitio, 8 de febrero de 1702-21 de abril de 1771).  Le sucedió su hijo:
- Miguel Damián Manso de Zúñiga y Villarreal, (Santo Domingo de la Calzada, 30 de septiembre de 1731-16 de  marzo de 1780), V conde de Hervías, señor de Cañas, Canillas de Río Tuerto, teniente coronel de los Reales Ejércitos.

Contrajo matrimonio el 11 de diciembre de 1774 en Fuenterrabía con Saturnina Antonia Aréizaga y Alduncín (Goizueta, 6 de septiembre de 1774-Santo Domingo de la Calzada, 3 de diciembre de 1785), hija de Juan Carlos de Aréizaga y de María Nicolasa de Alduncín.  Una hija del matrimonio, Manuela, se casó con Joaquín María de Mencos y Eslava, VII conde de Guenduláin.  En el condado de Hervías, le sucedió su hijo:
- Domingo Salustiano Manso de Zúñiga y Aréizaga (Santo Domingo de la Calzada, 8 de junio de 1777-Torremontalbo, 21 de agosto de 1885), VI conde de Hervías, señor de Cañas, Canillas de Río Tuerto y San Torcuato.[13]

Contrajo matrimonio en Pamplona el 19 de enero de 1808 con María Ana de Ezpeleta y Enrile (1819-22 de septiembre de 1857), hija de José de Ezpeleta y Galdeano, I conde de Ezpeleta de Veire, y de Paz Enrile y Alcedo.  Le sucedió su hijo:
- Nicanor Manso de Zúñiga y Ezpeleta (Lequeitio, 11 de enero de 1810-16 de febrero de 1887), VII conde de Hervías.[14]

Se casó en la catedral de San Pedro de Jaca el 10 de septiembre de 1839 con su prima hermana, María Paz Enrile y Ezpeleta (Pamplona, 26 de abril de 1818-Cidamón, 5 de febrero de 1890), hija de Pascual Enrile y Alcedo y de María de la Concepción Ezpeleta y Enrile. Le sucedió su hijo:
- Trinidad Pedro Manso de Zúñiga y Enrile (Vitoria, 19 de octubre de 1847-Cidamón, 24 de mayo de 1916), VIII conde de Hervías, oficial de artillería.[15]

Se casó con Carolina Lapazaran Olazabal (m. 8 de diciembre de 1932).  Le sucedió su hijo:
- José Luis Manso de Zúñiga y Lapazaran (Cidamón, 26 de septiembre de 1886-San Sebastián, 3 de diciembre de 1960), IX conde de Hervías.[15]

Casado el 15 de diciembre de 1925 con Ventura Guirior y Mencos (Pamplona, 1894-14 de diciembre de 1977).  Le sucedió su hijo:
- Íñigo Manso de Zúñiga y Guirior, X conde de Hervías (m. Torremontalbo, enero de 2001).[16]

Casado con María Elena de Ugartechea y Salinas, (ca. 1937-Logroño, 10 de marzo de 2014).  Le sucedió su hijo:
- Íñigo Domingo Manso de Zúñiga y Ugartechea (Valladolid, 3 de junio de 1960-Torremontalbo, 12 de agosto de 2025[18]), XI y actual conde de Hervías.[19]

Casado con Yolanda Concepción García Viadero, padres de Ventura Antonia Manso de Zúñiga y García (Burgos, 2 de abril de 1988).